# 前158年
| 千纪： | 前1千纪 |
| 世纪： | 前3世纪 \| 前2世纪 \| 前1世纪                                                                                         |
| 年代： | 前180年代 \| 前170年代 \| 前160年代 \| 前150年代 \| 前140年代 \| 前130年代 \| 前120年代                               |
| 年份： | 前163年 \| 前162年 \| 前161年 \| 前160年 \| 前159年 \| 前158年 \| 前157年 \| 前156年 \| 前155年 \| 前154年 \| 前153年 |
| 纪年： | 西汉汉文帝后元六年 |

## 大事记
- 汉文帝視察細柳營，任周亞夫為中尉
- 在罗马共和国方面的要求下，卡帕多细亚国王阿里阿拉特五世拒绝與塞琉古帝国国王德米特里乌斯一世姐姐聯姻。塞琉古帝国方面不滿，於是派軍隊进攻卡帕多细亚并廢除阿里阿拉特五世的王位

## 逝世
- 孝元天皇，傳說日本第八代天皇